# Olivier Sanou
Olivier Sanou, född 2 juli 1975, är en friidrottare från Burkina Faso. Han deltog vid olympiska sommarspelen 1996 och olympiska sommarspelen 2004.